# Album A (Goya)
L’Album A (en espagnol : Álbum A, Cuaderno pequeño de Sanlúcar — « Petit cahier de Sanlúcar » — ou encore Álbum de Sanlúcar), est une collection de dessins réalisés par Francisco de Goya entre Sanlúcar de Barrameda et Doñada lors de l'été 1796. Goya y était invité par la duchesse d'Alba, qui venait de devenir veuve de José Álvarez de Toledo y Gonzaga (es).

## Contexte
Fin 1792, Goya est hébergé à Cadix par l'industriel Sebastián Martínez y Pérez (de qui il fait un excellent portrait), pour se remettre d'une maladie : probablement le saturnisme, qui est une intoxication progressive de plomb assez courante chez les peintres. En janvier 1793, Goya est alité dans un état grave : il reste plusieurs mois temporairement et partiellement paralysé. Son état s'améliore en mars, mais laisse comme séquelle une surdité dont il ne se remettra pas.

On ne sait rien de lui jusqu'à 1794, quand le peintre envoie à l'Académie de San Fernando une série de tableaux « de cabinet » : 

« Pour occuper l'imagination mortifiée à l'heure de considérer mes maux, et pour dédommager en partie le grand gaspillage qu'ils ont occasionné, je me suis mis à peindre un jeu de tableaux de cabinet, et je me suis rendu compte qu'en général il n'y a pas, avec les commandes, de place pour le caprice et l'invention »

— Carta de Goya a Bernardo de Iriarte (vice-protecteur de l'Académie royale des Beaux-arts de San Fernando), le 4 janvier 1794,.
En 1795, Goya obtient de l'Académie des Beaux-arts la place de Directeur de Peinture, devenue vacante avec la mort de son beau-frère Francisco Bayeu cette année-là, ainsi que celle de Ramón, mort peu de temps plus tôt et qui aurait pu prétendre au poste.

À partir de 1794, Goya se rend au palais des ducs d'Alba à Madrid pour leur faire le portrait. Il fait également quelques tableaux de cabinet avec des scènes de sa vie quotidienne, tels que La Duchesse d'Alba et la bigote, et, après la mort du duc en 1795, il fera de longs séjours avec la jeune veuve dans sa propriété de Sanlúcar de Barrameda en 1796 et 1797. L'hypothétique relation amoureuse entre eux a suscité une abondante littérature basée sur des indices non concluants. Il y a eu de grands débats sur le sens du fragment de l'une des lettres que Goya a envoyé à Martín Zapater le 2 août 1794, et dans laquelle, avec sa graphie particulière, il écrit : 
« Mas te balia benir á ayudar a pintar a la de Alba, que ayer se me metio en el estudio a que le pintase la cara, y se salió con ello; por cierto que me gusta mas que pintar en lienzo, que tanbien la he de retratar de cuerpo entero [...] »
— Francisco de Goya

« Tu aurais dû venir m'aider à peindre la Duchesse d'Alba, qui est venue hier au studio pour que je lui peigne le visage, et elle l'a obtenu. Lui peindre le visage me plairait plus que le lui peindre sur une toile ; maintenant je vais également devoir lui faire une peinture du corps entier. »

## Œuvres

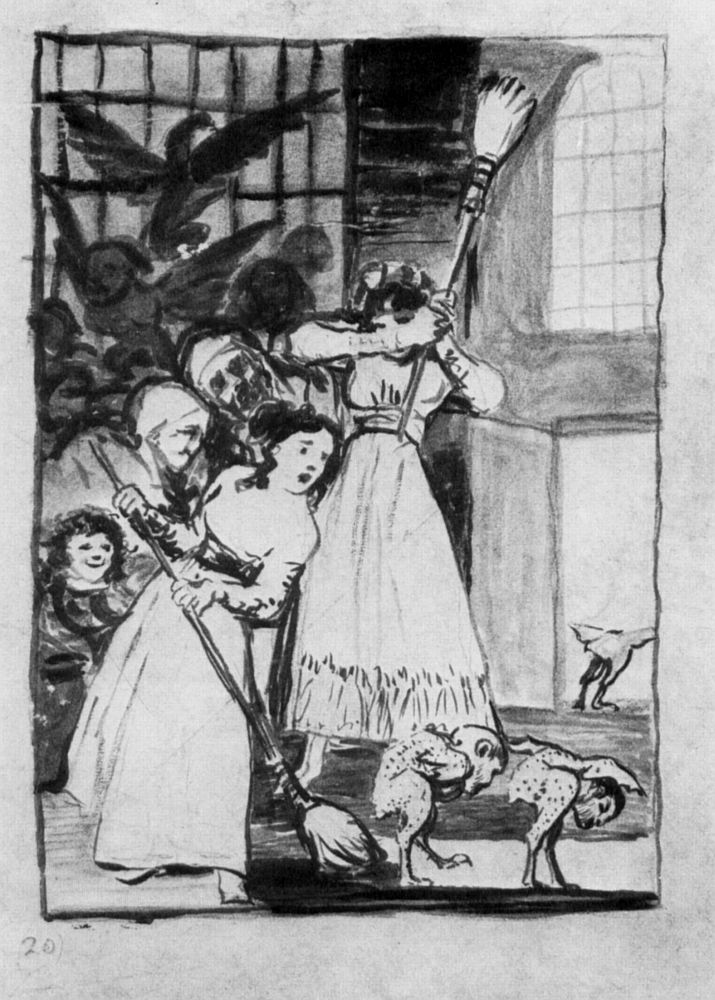
Joven barriendo, dessin de l’Album A, préparatoire au capricho no 20, Ya van desplumados.

## Description

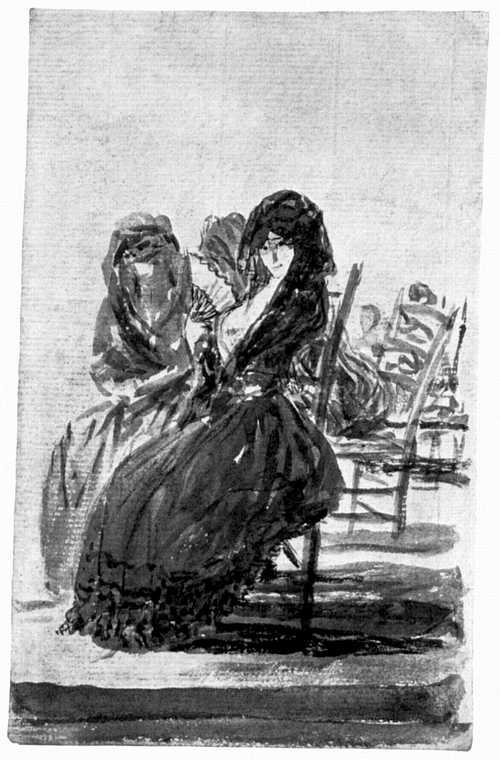
Muchacha bailando al son de una guitarra, dessin de l’Album A, préparatoire au capricho no 15, Bellos consejos.